# Ratusz we Wrześni
Ratusz we Wrześni – zabytkowy ratusz we Wrześni, w powiecie wrzesińskim, w województwie wielkopolskim. 
Wybudowany w stylu neogotyckim w latach 1909-1910. Znajduje się przy ulicy Ratuszowej, przy Rynku. Obecnie po generalnym remoncie, który miał miejsce w 1992, jest siedzibą Urzędu Miasta i Gminy Września. 
Nad wejściem do budynku, na kartuszu, umieszczony jest herb Wrześni. Na klatce schodowej i w sali Rady Miejskiej znajdują się witraże.

## Galeria

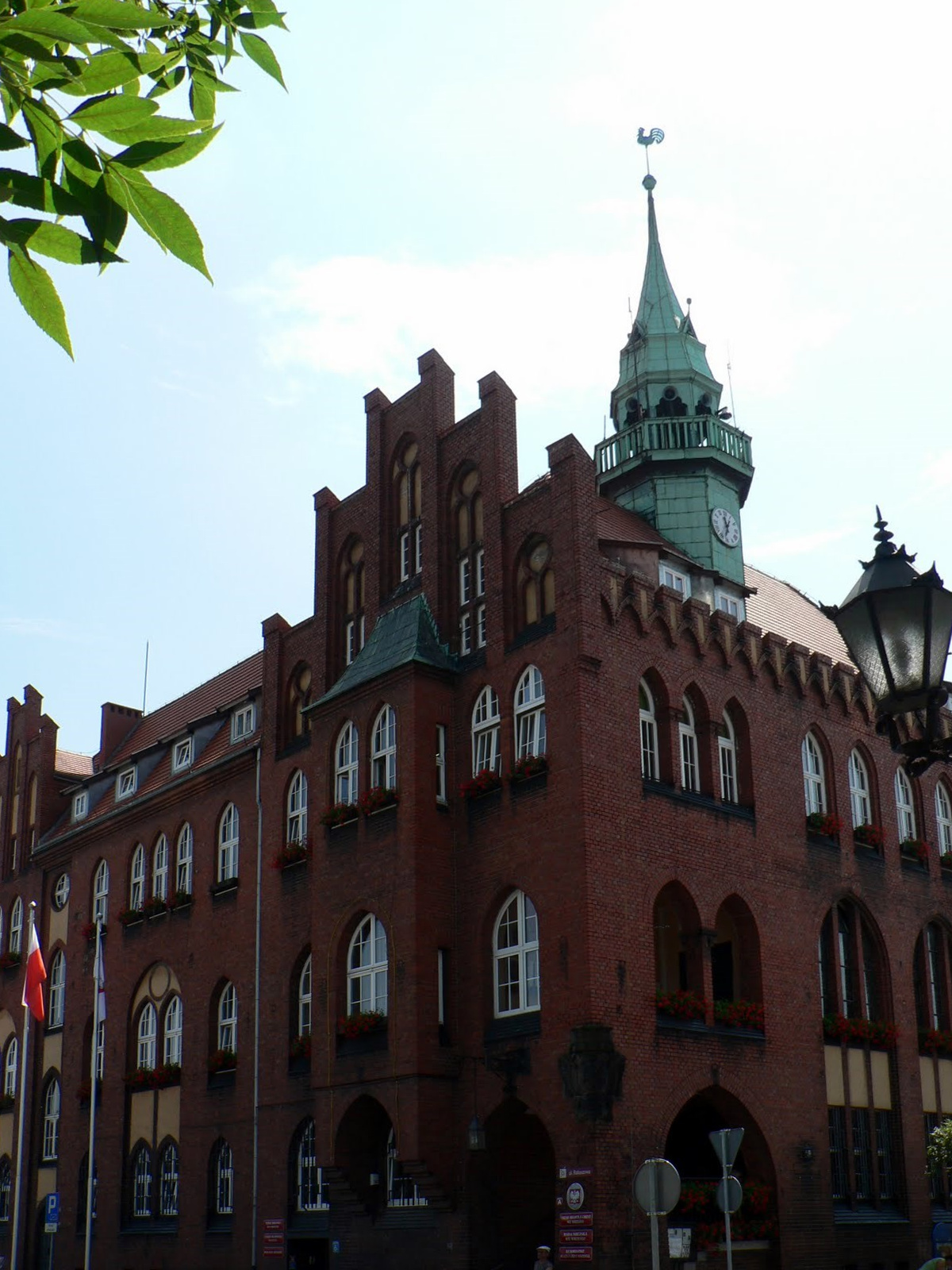
Ratusz od strony ul. Jana Pawła II